# Roodbuikpademelon
De roodbuikpademelon (Thylogale billardierii) is een kleine kangoeroe waarvan de volwassenen exemplaren 4-11 kg wegen en de mannetjes ongeveer 50% zwaarder zijn dan de vrouwtjes. Het lichaam van het dier is compact met relatief lange voorpoten in vergelijking met grotere kangoeroes, korte oren en een kortere staart die in rust op de grond ligt. De lange vacht is donkerbruin aan de rugkant en gelig tot roestkleurig aan de buikzijde Tijdens het huppen houdt deze soort het lichaam veel meer parallel aan de grond dan andere kangoeroes. De soort onderscheidt zich van andere pademelons door zijn relatief kortere staart, zijn oranje tot roestrode buik en de afwezigheid van zowel gezichts- als heupmarkeringen. Net als andere kangoeroes is de roodbuikpademelon een vegetariër, die echter meer blad eet dan grassen. De soort komt voor in allerlei verschillende habitats, vaak in de buurt van bosranden. Op dit moment is het voortbestaan van de roodbuikpademelon niet bedreigd, maar uitheemse roofdieren kunnen in de toekomst wellicht een bedreiging gaan vormen. De roodbuikpademelon komt uitsluitend voor op Tasmanië.

## Beschrijving
De roodbuikpademelon heeft een compacte lichaamsvorm, korte oren en een lange vacht, die van boven donkerbruingrijs is en van onder geelachtig of roestkleurig. Gezichtsmarkeringen zijn afwezig, behalve een vage gelige lijn die langs de bovenlip loopt. De snuit is naakt en de taps toelopende staart is bedekt met korte haren. Het gemiddelde gewicht van volwassen vrouwtjes is ongeveer 4,5 kg en dat van mannetjes 6,5 kg. Vrouwtjes dragen een enkel jong in een naar voren openende buidel met 4 tepels. Vrouwtjes zijn kleiner maar verder niet te onderscheiden van mannetjes.

### Anatomie
De tandformule van de volwassen roodbuikpademelon is 3.1.1.41.0.1.4 × 2 = 30, dat wil zeggen drie snijtanden, een hoektand, een valse kies en vier ware kiezen in elke helft van de bovenkaak, en een snijtand, geen hoektanden, een valse kies en vier ware kiezen in elke helft van de onderkaak. Het enige paar onderste snijtanden staat recht naar voren gericht en niet naar boven, een gemeenschappelijk kenmerk van de klimbuideldieren. De roodbuikpademelon eet voornamelijk bladeren met een laag vezelgehalte maar ook wat gras. De snijtanden kunnen bepaalde plantendelen knippen, maar sterk verhoutte nerven van bladeren van tweezaadlobbige planten moeten met de kiezen worden geknipt. De kleine kiezen en ware kiezen, die beide zowel kunnen knippen als malen, liggen in een vlakke rij waarin alle tanden tegelijk hun werk kunnen doen. De neusbeenderen van de schedel hebben rechte buitenranden, waarbij elk bot wigvormig is. Het lange maag-darmkanaal is typerend voor kangoeroes die hun voedsel fermenteren in de zakvormige voormaag, maar dit is niet zo massief als die van andere pademelon-soorten. De roodbuikpademelon verschilt ook van andere pademelon-soorten doordat hij een maagkanaal heeft, een kenmerk dat kan dienen om de ingenomen melk rechtstreeks naar de achtermaag bij jonge dieren te leiden.
Het vrouwtje heeft vier tepels, twee aan elke kant van de buidel. Ovulatie van een enkele eicel vindt gemiddeld elke maand plaats zonder externe trigger, tenzij de dieren drachtig zijn. De zygote ontwikkelt zich tot het blastula stadium, waarna de embryonale groei doorgaat tot een korte implantatie gedurende het laatste derde deel van de zwangerschap van een maand. Baby's blijven fulltime in de buidel tot ongeveer 7 maanden oud, en de jongen worden nog enige tijd met melk gevoed nadat ze de buidel hebben verlaten. De anatomie van het mannelijke voortplantingssysteem is vergelijkbaar met die van andere kangoeroes, met een hangende balzak die voor de opening ligt waaruit de penis tevoorschijn komt. Er is een grote wortelvormige prostaatklier en vier paar Cowperse klieren. De prostaatklier neemt in omvang toe voorafgaand aan de piek in de hoeveelheid paringen in de herfst en in mindere mate die in de lente. De penis eindigt in een stompe kegel en wordt teruggetrokken in het lichaam. Mannetjes zijn meestal vruchtbaar als ze minimaal 4 kg zwaar zijn en veertien maanden of ouder.

### Ontwikkeling

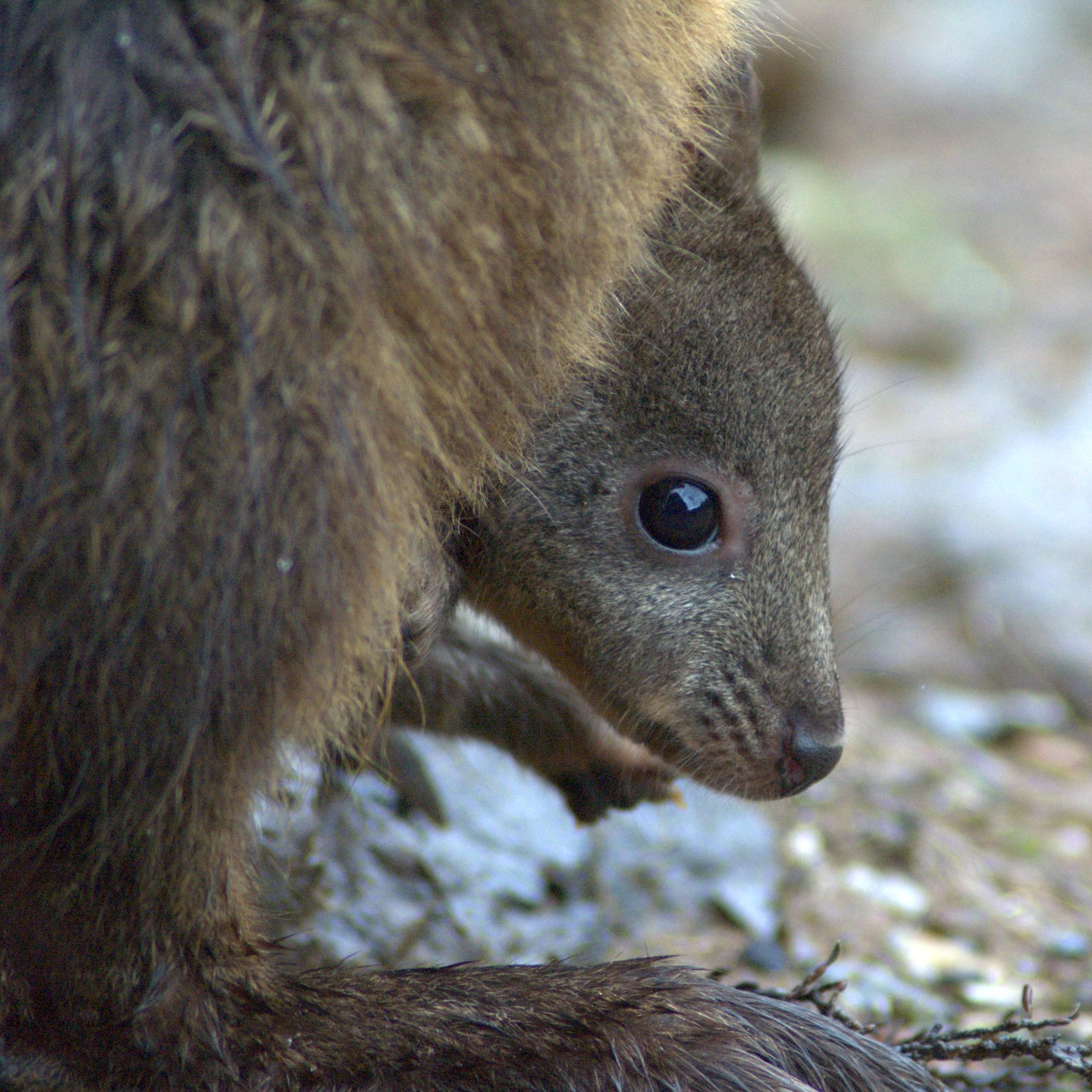
Jong bekijkt de wereld vanuit de buidel.

De bevalling bij de roodbuikpademelon is typerend voor kangoeroes. De staart van de moeder wordt naar voren gestrekt terwijl ze haar geslachtsopening en buidel likt. Zodra de nieuwgeborene van ongeveer 0,4 g zwaar en 1,6 cm lang de buidel bereikt, hecht hij zich aan een van de vier tepels, waar het diertje zich in bijna 7 maanden zover ontwikkelt dat de buidel kan worden verlaten. De nieuwe baby kiest een van de tepels maar vermijdt de grote tepel die het vorige jong nog gebruikt. Net als bij andere buideldieren, verandert de melk van de roodbuikpademelon van dunne melk in de eerste zes weken van de melkgift (500–800 kJ/ml) in meer geconcentreerde melk in de weken zeventien tot vijfentwintig (550–1.100 kJ/ml), tot een hoogtepunt in de late melkgift vanaf zo'n zesentwintig weken (1.300–2.550 kJ/ml). De hoeveelheden koolhydraten die gedurende de vroege en middenperiode van de melkgift ongeveer gelijk blijft, daalt in het laatste deel van de melkgift, terwijl het gehalte aan vetten en eiwitten juist flink stijgt. De concentratie koolhydraten in melk is altijd hoger in gevangenschap vergelen met roodbuikpademelon in het wild, en groeien jongen in dierentuinen sneller dan die in het wild. Het geslacht van de jongen kan na twee weken met het blote oog worden bepaald door de aanwezigheid van een vroege buidel dan wel een balzak. Hoewel de gepigmenteerde ogen bij de geboorte zichtbaar zijn door de huid heen, zijn de oogleden pas duidelijk vanaf de vijfde week, de haarzakjes van de wimpers kunnen na negen weken worden gezien en de oogleden gaan open tussen achttien en twintig weken. De wimpers breken tegen de vijfde week uit de onderliggende huid, maar zijn pas na achttien tot twintig weken volledig ontkruld. Ook andere aspecten van de ontwikkeling zijn traag, zoals de onderste snijtanden die voor het eerst verschijnen vanaf ongeveer drie maanden en de eerste piepende geluiden ongeveer een week later. Pigmentatie verschijnt op het hoofd, de oren en het puntje van de staart tussen dag twee en vier maanden, en na ongeveer twintig weken is de huid op de rug helemaal gepigmenteerd. Tussen eenentwintig en vierentwintig weken wordt het lichaam bedekt met fijne vacht, waarna een toplaag van dekharen verschijnt. Kort nadat ze goed behaard zijn na ongeveer 21 weken, steekt het jong z'n kop regelmatig uit de buidel. Vanaf die tijd is het jong in staat om te huppen. Het jong komt voor het eerst uit de buidel tussen drieëntwintig en zevenentwintig weken. Na het verlaten van de buidel blijft het jong nog 3 maanden dicht bij de moeder en blijft gedurende deze periode zogen. Het jong wordt gespeend na acht tot tien maanden, bij een gewicht van ongeveer 3 kg. Na permanente buidelvakantie en de geboorte van de volgende pasgeborene, heeft het vrouwtje een buideljong aan 1 speen en een jong aan de voet zogend op een speen van een centimeter lang. Dus hoewel een vrouwtje bijna een jaar besteedt aan het grootbrengen van een nageslacht, heeft ze tegen die tijd ook een buideljong van bijna 4 maanden oud. Als alles goed gaat, brengt een vrouwtje ongeveer elke acht maanden een jongen groot. Jongen die in de winter zijn geboren, overleven beter dan degenen die in de lente of de zomer zijn geboren. Dieren blijven hun hele leven een beetje doorgroeien, waardoor mannetjes uiteindelijk zo'n 11 kg kunnen worden. De levensduur in het wild wordt geschat op vijf tot zes jaar.

### Chromosomen
De roodbuikpademelon heeft elf sets van twee homologe chromosomen (2n=22), 2 grote, 2 middelgrote en 3 kleine chromosomen waarvan het centromeer dicht bij een van de uiteinden ligt, 1 met het centromeer ongeveer in het midden, en 2 met het centromeer ongeveer even ver van het midden als van het uiteinde, plus de XX of XY geslachtschromosomen.

### Verschillen met andere kangoeroes
In vergelijking met andere kangoeroes zijn Thylogale-soorten middelgroot, meestal 3-9 kg, met relatief grote voorpoten vergeleken met grotere kangoeroes, lange en fijne vacht en een goed behaarde staart met korte stijve haren die in rust op de grond ligt. Hoewel ze verschillen in kleur en verspreiding, zijn alle soorten vergelijkbaar in grootte, met een kop- en lichaamslengte van ongeveer 60 cm (behalve de kleinere T. calabyi). De staarten zijn ongeveer twee derde van de lengte van kop en lichaam. Mannetjes zijn groter dan vrouwtjes van dezelfde leeftijd. De roodbuikpademelon is de niettemin de grootste soort in het geslacht. De roodbuikpademelon heeft een oranje tot roestrode vacht op de buik, grijzige of bruinige nek and schouders, en kleurrijke markeringen ontbreken op het gezicht en de heup. Het is ook de enige pademelon-soort die op Tasmanië voorkomt, en nergens anders. Bij de roodhalspademelon, die voorkomt aan de oostkust van het Australische vasteland van het midden van Queensland tot het midden van New-South-Wales, ontbreken eveneens kleurrijke markeringen op het gezicht of de heup, maar de nek, schouders en voorhoofd zijn roestig rood terwijl de buik crèmekleurig is. Bij de roodpootpademelon is de buikzijde lichtgrijs van kleur, de nek and schouders zijn grijzig of bruinig, de poten zijn roestig rood, de heupen gelig en is er een wittige vlek bij de snorharen. Deze soort komt zowel voor aan de oostkust van het vaste land van Australië, in zuidelijke richting tot Sydney, als op Papua Nieuw Guinea ten zuiden van de Fly rivier. De filander heeft een volledig witte buikzijde en een donkere snuit, een witte streep onder de neus tot de onderrand van het oog en een donkere vlek bij de bek, lichte voorpoten, een lichte staartpunt en de voorkant van de dijen is licht. Deze soort komt alleen voor in zuidelijk Nieuw-Guinea en op Frederik Hendrikeiland, de Aroe-eilanden en de Kei-eilanden. Thylogale calabyi die alleen voorkomt op enkele geïsoleerde enclaves hoog in de bergen van Papoea-Nieuw-Guinea, is kleiner dan de andere soorten, heeft een grijze buikvacht met een gele punt, een dicht behaarde staart, een duidelijke heupstreep, en kleine stukjes onbehaarde huid in de oksels en liezen. Thylogale browni heeft ook een grijze buik, maar de vacht heeft geen gele pony, geen heupstreep en de plekken met blote huid in de oksels van de ledematen zijn groot. Deze soort komt voor in het noorden van Papoea-Nieuw-Guinea en het noordoosten van Irian Jaya, en is geïntroduceerd in de Bismarck-archipel.

## Taxonomie

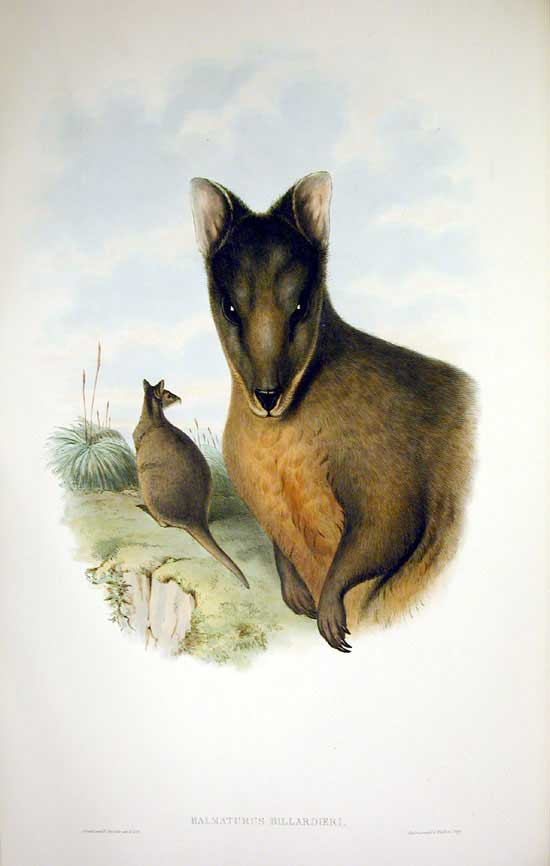
Afbeelding uit Mammals of Australia gepubliceerd in 1863 door John Gould.

De Franse botanicus Jacques Julien Houtou de Labillardière verzamelde het eerste exemplaar van de roodbuikpademelon in 1792 tijdens de expeditie van Antoine de Bruni d’Entrecasteaux naar Van Diemensland (later omgedoopt tot Tasmanië). Deze is voor het eerst beschreven door Anselme Gaëtan Desmarest in 1822 en hij gaf die de wetenschap naam Kangurus billardierii. In 1838 gaf Samuel Frederick Gray de naam Halmaturus (Thylogale) tasmanei en William Ogilby noemde de soort in datzelfde jaar Macropus (Halmaturus) rufiventer. Johann Andreas Wagner gaf de naam Halmaturus brachytarsus in 1842. De roodbuikpademelon wordt gerekend tot de orde Diprotodontia, superfamilie Macropodoidea, familie Macropodidae en onderfamilie Macropodinae. Er worden geen ondersoorten onderscheiden.

### Naamgeving
De geslachtsnaam Thylogale is afgeleid van de Griekse woorden θῡ́λᾰκος (thū́lakos), wat "buidel" betekent, en γαλῆ (galê), een woord voor "wezel". De soortnaam billardierii is de Latijnse verbuiging voor "van Labillardière". In het Engels wordt de soort officieel Tasmanian pademelon genoemd, maar hij wordt ook aangeduid met rufous wallaby, red-bellied wallaby, red-bellied pademelon, rufous-bellied pademelon, scrub wallaby, en simpelweg wallaby.

### Verwantschap
Vergelijking van homoloog DNA heeft meer inzicht gegeven in de verwantschap van de roodbuikpademelon. In het geslacht Thylogale zijn de soorten die op Nieuw-Guinea en daarbij liggende eilanden voorkomen (Thylogale browni, T. brunii en T. calabyi) het meest aan elkaar verwant. De roodpootpademelon (Thylogale stigmatica) is meer verwant aan de drie soorten die uitsluitend op Nieuw-Guinea voorkomen dan aan beide resterende soorten. De roodhalspademelon (Thylogale thetis) is dan weer meer verwant aan deze voornoemde groep dan aan de roodbuikpademelon, die dus het minst verwant aan de overige soorten. De splitsing van de gemeenschappelijke voorouder in Australië in de afstammingslijnen van de huidige soorten vond plaats in het midden tot laat Mioceen. Het langdurige voortbestaan van de Australische soorten van het geslacht Thylogale in zowel zuidelijke gematigde als noordelijke tropische bossen gedurende de periode dat het Australische continent droger werd, kan worden toegeschreven aan een grotere tolerantie voor verschillende voedselplantensoorten dan andere boskangoeroes. Divergentie van de endemische Nieuw-Guinese afstamming vond plaats in het late Mioceen tot het vroege Plioceen, wat wijst op de aanwezigheid van een gedeeltelijk beboste landbrug die Australië en Nieuw-Guinea verbond tijdens het Mioceen. Het uiteengaan van de ondersoorten van T. stigmatica aan beide zijden van de Straat Torres impliceert een voortdurende uitwisseling van genen tijdens het midden van het Pleistoceen, op het hoogtepunt van de ijstijd, tussen bospopulaties in de zuidelijke laaglanden van Nieuw-Guinea en de noordelijke regio van Kaap York in Australië.
|  | struikwallaby's |
|  |                 |
|  | boswallaby's    |
|  |                 |

|  | \| \| rotskangoeroes \| \| \| \| \| \| dwergrotskangoeroe \| \| \| \| |
|  |                                                                       |
|  | boomkangoeroes                                                        |
|  |                                                                       |
|  | rotskangoeroes                                                        |
|  |                                                                       |
|  | dwergrotskangoeroe                                                    |
|  |                                                                       |

|  | rotskangoeroes     |
|  |                    |
|  | dwergrotskangoeroe |
|  |                    |

|  | \| \| Thylogale browni, T. brunii en T. calabyi \| \| \| \| \| \| roodpootpademelon \| \| \| \| |
|  |                                                                                                 |
|  | roodhalspademelon                                                                               |
|  |                                                                                                 |
|  | Thylogale browni, T. brunii en T. calabyi                                                       |
|  |                                                                                                 |
|  | roodpootpademelon                                                                               |
|  |                                                                                                 |

|  | Thylogale browni, T. brunii en T. calabyi |
|  |                                           |
|  | roodpootpademelon                         |
|  |                                           |

|  | \| \| Thylogale browni, T. brunii en T. calabyi \| \| \| \| \| \| roodpootpademelon \| \| \| \| |
|  |                                                                                                 |
|  | roodhalspademelon                                                                               |
|  |                                                                                                 |
|  | Thylogale browni, T. brunii en T. calabyi                                                       |
|  |                                                                                                 |
|  | roodpootpademelon                                                                               |
|  |                                                                                                 |

|  | Thylogale browni, T. brunii en T. calabyi |
|  |                                           |
|  | roodpootpademelon                         |
|  |                                           |

|  | \| \| rotskangoeroes \| \| \| \| \| \| dwergrotskangoeroe \| \| \| \| |
|  |                                                                       |
|  | boomkangoeroes                                                        |
|  |                                                                       |
|  | rotskangoeroes                                                        |
|  |                                                                       |
|  | dwergrotskangoeroe                                                    |
|  |                                                                       |

|  | rotskangoeroes     |
|  |                    |
|  | dwergrotskangoeroe |
|  |                    |

|  | \| \| Thylogale browni, T. brunii en T. calabyi \| \| \| \| \| \| roodpootpademelon \| \| \| \| |
|  |                                                                                                 |
|  | roodhalspademelon                                                                               |
|  |                                                                                                 |
|  | Thylogale browni, T. brunii en T. calabyi                                                       |
|  |                                                                                                 |
|  | roodpootpademelon                                                                               |
|  |                                                                                                 |

|  | Thylogale browni, T. brunii en T. calabyi |
|  |                                           |
|  | roodpootpademelon                         |
|  |                                           |

|  | \| \| Thylogale browni, T. brunii en T. calabyi \| \| \| \| \| \| roodpootpademelon \| \| \| \| |
|  |                                                                                                 |
|  | roodhalspademelon                                                                               |
|  |                                                                                                 |
|  | Thylogale browni, T. brunii en T. calabyi                                                       |
|  |                                                                                                 |
|  | roodpootpademelon                                                                               |
|  |                                                                                                 |

|  | Thylogale browni, T. brunii en T. calabyi |
|  |                                           |
|  | roodpootpademelon                         |
|  |                                           |

|  | struikwallaby's |
|  |                 |
|  | boswallaby's    |
|  |                 |

|  | \| \| rotskangoeroes \| \| \| \| \| \| dwergrotskangoeroe \| \| \| \| |
|  |                                                                       |
|  | boomkangoeroes                                                        |
|  |                                                                       |
|  | rotskangoeroes                                                        |
|  |                                                                       |
|  | dwergrotskangoeroe                                                    |
|  |                                                                       |

|  | rotskangoeroes     |
|  |                    |
|  | dwergrotskangoeroe |
|  |                    |

|  | \| \| Thylogale browni, T. brunii en T. calabyi \| \| \| \| \| \| roodpootpademelon \| \| \| \| |
|  |                                                                                                 |
|  | roodhalspademelon                                                                               |
|  |                                                                                                 |
|  | Thylogale browni, T. brunii en T. calabyi                                                       |
|  |                                                                                                 |
|  | roodpootpademelon                                                                               |
|  |                                                                                                 |

|  | Thylogale browni, T. brunii en T. calabyi |
|  |                                           |
|  | roodpootpademelon                         |
|  |                                           |

|  | \| \| Thylogale browni, T. brunii en T. calabyi \| \| \| \| \| \| roodpootpademelon \| \| \| \| |
|  |                                                                                                 |
|  | roodhalspademelon                                                                               |
|  |                                                                                                 |
|  | Thylogale browni, T. brunii en T. calabyi                                                       |
|  |                                                                                                 |
|  | roodpootpademelon                                                                               |
|  |                                                                                                 |

|  | Thylogale browni, T. brunii en T. calabyi |
|  |                                           |
|  | roodpootpademelon                         |
|  |                                           |

|  | \| \| rotskangoeroes \| \| \| \| \| \| dwergrotskangoeroe \| \| \| \| |
|  |                                                                       |
|  | boomkangoeroes                                                        |
|  |                                                                       |
|  | rotskangoeroes                                                        |
|  |                                                                       |
|  | dwergrotskangoeroe                                                    |
|  |                                                                       |

|  | rotskangoeroes     |
|  |                    |
|  | dwergrotskangoeroe |
|  |                    |

|  | \| \| Thylogale browni, T. brunii en T. calabyi \| \| \| \| \| \| roodpootpademelon \| \| \| \| |
|  |                                                                                                 |
|  | roodhalspademelon                                                                               |
|  |                                                                                                 |
|  | Thylogale browni, T. brunii en T. calabyi                                                       |
|  |                                                                                                 |
|  | roodpootpademelon                                                                               |
|  |                                                                                                 |

|  | Thylogale browni, T. brunii en T. calabyi |
|  |                                           |
|  | roodpootpademelon                         |
|  |                                           |

|  | \| \| Thylogale browni, T. brunii en T. calabyi \| \| \| \| \| \| roodpootpademelon \| \| \| \| |
|  |                                                                                                 |
|  | roodhalspademelon                                                                               |
|  |                                                                                                 |
|  | Thylogale browni, T. brunii en T. calabyi                                                       |
|  |                                                                                                 |
|  | roodpootpademelon                                                                               |
|  |                                                                                                 |

|  | Thylogale browni, T. brunii en T. calabyi |
|  |                                           |
|  | roodpootpademelon                         |
|  |                                           |

### Fossielen
Fossielen van exemplaren uit Victoria suggereren dat roodbuikpademelons op het vasteland mogelijk groter waren dan die op Tasmanië. De kleinste dieren komen voor op de kleinste eilanden van de Furneaux-eilandengroep in de Bass Strait.

## Gedrag
Hoewel de roodbuikpademelon voornamelijk 's nachts leeft, wordt hij soms overdag gezien, vooral tegen de schemering. Hij drinkt vaak voordat hij gaat eten. Als roodbuikpademelons huppen worden de voorpoten dicht bij de borst gehouden en het lichaam minder rechtop dan grotere kangoeroes doen. Beweging is snel en behendig. De staart wordt niet gebruikt als steun bij het eten, zoals bij veel kangoeroes.

### Groepsrelaties
Verzorging is een activiteit die overdag vaak plaatsvindt bestaat uit het likken en krabben met voorpoten en achterpoten. De buidel en de buikstreek worden verzorgd door te likken, vaak worden daarbij de haren uit elkaar getrokken met de voorpoten. De achterpoten, en dan vooral de klauwen van de gedeeltelijk vergroeide tweede en derde teen, krabben en verzorgen het hoofd en de schouders. In rust verzorgt de roodbuikademelon zich vaak een tot tien minuten achtereen, en voordat het dier voedsel gaat zoeken is de verzorging nog omvangrijker. Nadat het jong op een leeftijd van 6-7 maanden voor de eerste keer de buidel verlaat, gaat het gedurende ongeveer 5 weken vaak weer de buidel in, waarna dat voorrecht plotseling wordt ingetrokken. Het spenen vanaf negenenhalve maand is onaangenaam voor de jongen omdat de moeder steeds agressiever wordt door het jong van weg te duwen en uiteindelijk regelrechte achtervolgingen. De band tussen moeder en kroost wordt echter opgebouwd met regelmatige wederzijdse verzorging, in het bijzonder het schoonmaken van de kop en nek met de voorpoten en de tong. Wederzijdse verzorging tussen moeder en het jong dat recent uit de buidel is gekomen is een van de meest voorkomende gedragingen. Al met al betekent de lange ontwikkelingsperiode dat elk vrouwtje zwaar investeert in de productie van jongen. Dieren grijpen soms graspollen met de voorpoten en nemen een staande, volledig gestrekte houding aan, terwijl ze de graspollen tegen de borst gooien. Dit gedrag wordt vaak meerdere keren herhaald. Agressie tussen volwassen mannetjes leidt er steevast toe dat het kleinere mannetje zich terugtrekt, terwijl bij vrouwtjes de dieren met een jong in de buidel meestal winnen. De geritualiseerde aanvallen tussen mannetjes lijken op die van grotere kangoeroes, inclusief de bokshouding. Haarverlies bij mannetjes komt vooral veel voor tijdens de paartijd als gevolg van gevechten.

### Communicatie
Een grommend geluid met lage intensiteit wordt gemaakt door een dominant agressief dier. Sissend gegrom door beide geslachten wordt gemaakt na fysiek contact. Kusgeluiden worden gemaakt door een mannetje dat een vrouwtje achtervolgt of een ander mannetje verjaagt en door vrouwtjes wanneer ze hun jongen roepen. Jongen die zich buiten de buidel bevinden maken soms een sissend geluid. Wanneer de roodbuikpademelon wordt verstoord wordt met de voet op de grond gestampt.

### Voortplanting
Mannetjes inspecteren dagelijks de geur van vrouwtjes in hun leefgebied. Fysiek contact leidt tot ontsnapping door en achtervolging van de vrouwtjes, en pogingen om hen te bestijgen, vaak 1 of 2 keer per minuut gedurende een aantal minuten, voordat het mannetje verder gaat. Vrouwtjes zijn minder dan één dag per keer ontvankelijk. Als het vrouwtje niet vlucht, volgt het mannetje haar terwijl hij een kakelend geluid maakt. Later ruikt hij aan de buidel en de gelachtsopening. Tijdens de vaak langdurige paring houdt het mannetje het vrouwtje met zijn voorpoten om haar flanken vast. Elke paring wordt gekenmerkt door een reeks bestijgingen, waartussen het mannetje 4 tot 15 minuten rust. Dit copulatiegedrag is ongebruikelijk voor kangoeroes. De meeste jonge roodbuikpademelons worden geboren van april tot juni (herfst op het zuidelijk halfrond) met een kleinere piek in oktober of november, hoewel zowel in de natuur als in gevangenschap sommige jongen in andere seizoenen worden geboren. Tijdens de herfst en winter bevallen vrouwtjes die voor het eerst zwanger zijn een maand later dan oudere vrouwtjes die het vorige seizoen geen jong hebben grootgebracht. Dit kan worden verklaard doordat vrouwtjes op een leeftijd van dertien maanden voor het eerst vruchtbaar worden. Daarentegen verschilt de gemiddelde geboortedatum tijdens de voorjaarspiek niet tussen de twee groepen vrouwtjes. De tweede piek is waarschijnlijk gedeeltelijk het gevolg van de activering van blastula'sen daaropvolgende geboorte van embryo's, die tijdens paringen onmiddellijk na de geboorte in de herfst worden geproduceerd.

## Ecologie

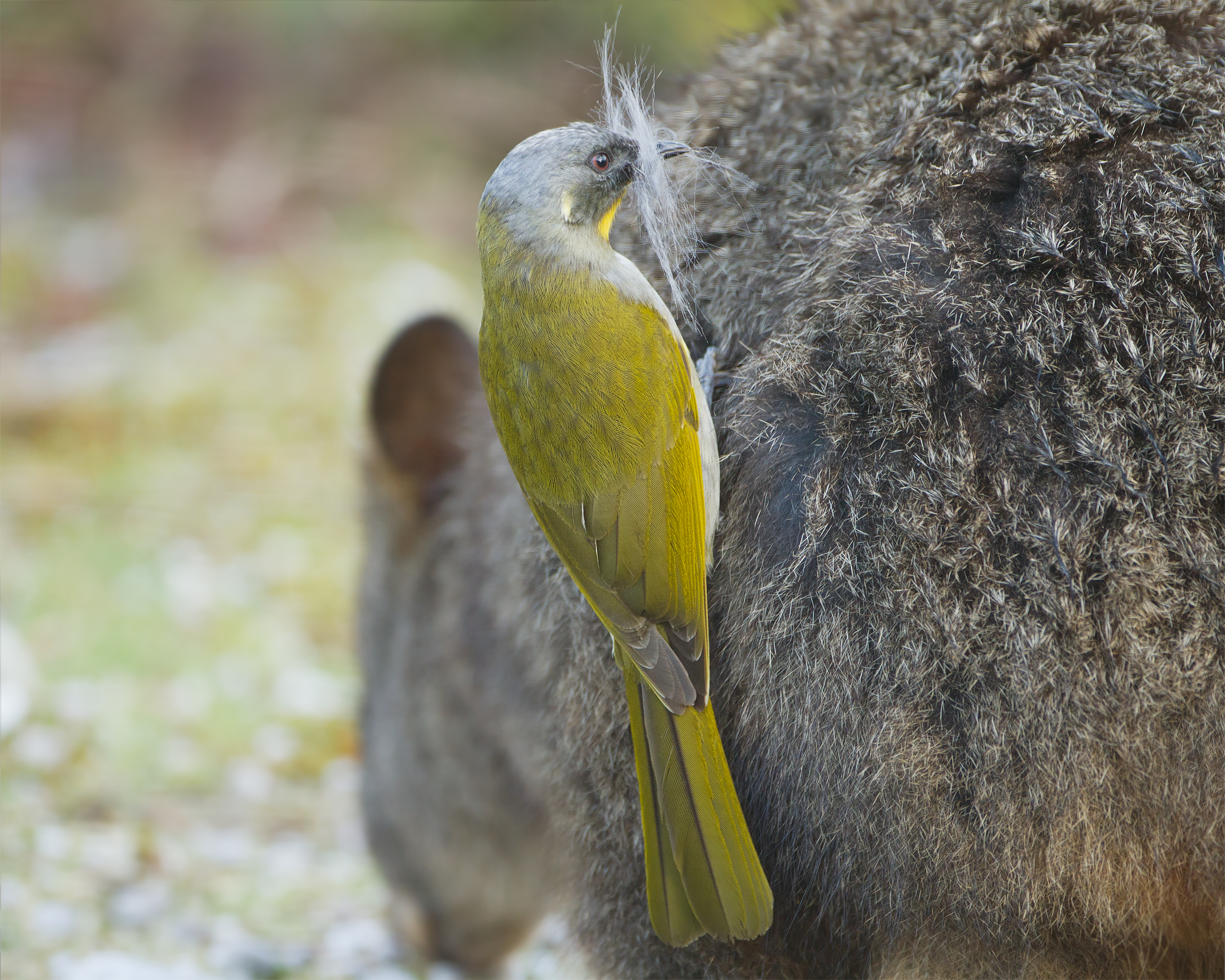
Een geelkeelhoningeter verzamelt haar van de roodbuikpademelon voor z'n nest.

De roodbuikpademelon is een niet-gespecialiseerde herbivoor, die zowel gras als bladeren eet. De sappige korte grassen, kruiden, fruit, varens, bladeren en twijgen hebben allemaal weinig verteerbare vezels. Kruiden hebben echter de voorkeur want ze komen twee keer zo veel voor in het dieet als in het veld. Bij proeven kozen roodbuikpademelons vaker stengels en bladeren van Acacia melanoxylon en Pinus radiata dan van Eucalyptus. De roodbuikpademelon is een belangrijke oorzaak voor het afsterven van jonge Eucalyptus-boompjes. Net als andere kangoeroesoorten braakt de roodbuikpademelon regelmatig zijn voedsel uit, een veel voorkomend gedrag dat blijkbaar verband houdt met de fermentatie in hun voormaag. Meestal wordt het uitgebraakte voedsel direct weer opgegeten. Waarschijnlijk zijn de Bennettwallaby, de voskoesoe en in mindere mate de wombat en het geïntroduceerde Europees konijn de belangrijkste voedselconcurrenten van de roodbuikpademelon. De roodbuikpademelon wordt belaagd door wilde katten en honden, Tasmaanse duivels, en vroeger door Tasmaanse wolven in Tasmanië en door rode vossen en dingo's op het vasteland. Jonge roodbuikpademelons worden ook gevangen door de gevlekte buidelmarters en arenden.

## Verspreiding, populatieomvang en bescherming
De roodbuikpademelon is al meer dan honderd jaar uitgestorven op het vasteland van Australië, maar is wijdverspreid en komt vaak buitengewoon veel voor op Tasmanië. Populaties zijn aanwezig op Kingeiland voor de noordwestkust en op de eilanden Flinders, Cape Barren, Clarke, Prime Seal, East Sister en West Sister in de Furneauxgroep voor de noordoostkust. Onderzoek wijst uit dat het aantal individuen tussen 1975 en 1990 toe is genomen. Dus hoewel de soort in het zuidoosten van Zuid-Australië en Victoria is uitgeroeid, leek de soort veilig in Tasmanië. De introductie van de rode vos in 2001 of 2002 op Tasmanië kan echter een bedreiging gaan vormen in de nabije toekomst. De roodbuikpademelon kan dichtheden bereiken van ongeveer 8 individuen per hectare, met overlappende leefgebieden van ongeveer 30 ha voor mannetjes en 15 ha voor vrouwtjes. De roodbuikpademelon wordt momenteel door de International Union for Conservation of Nature and Natural Resources vermeld als "Niet-bedreigd".

## Interactie met de mens
In Tasmanië mag er op roodbuikpademelons worden gejaagd, behalve tijdens de paar weken van het seizoen voor de hertenjacht. Het verlies van volwassen dieren in bejaagde populaties wordt gecompenseerd door het eerder bereiken van volwassenheid dan in populaties waarop niet wordt gejaagd. De jacht verandert dus de leeftijdsverdeling, maar niet de populatiedichtheid. In het midden van de 20e eeuw werden miljoenen pelzen van de roodbuikpademelon verscheept naar het noordelijk halfrond. Het vlees wordt ook gegeten. Een andere bron van sterfte in Tasmanië is het pesticide natriumfluoracetaat, dat wordt gebruikt om herbivoren te bestrijden waar Eucalyptus-zaailingen worden geplant. Hekken onder elektrische spanning worden gebruikt om de dieren buiten kwetsbare percelen te houden. De roodbuikpademelon is enigszins sociaal, en 6-10 volwassenen mannetjes en vrouwtjes kunnen veilig worden gehouden in een omheining van 0,5 ha. Omheiningen kunnen van hout of draad zijn, maar moeten minimaal 1,6 m hoog zijn om ontsnapping te voorkomen. In gevangenschap heeft het dier alleen een dak nodig, maar grote hondenhokken en struiken zijn ideaal in een grote ruimte. Rundveebrokjes zijn een goed basisvoer maar moeten om de paar dagen worden aangevuld met verse groenten. Schoon water moet worden verstrekt, vooral als droogvoer wordt gegeven.